# Christian Tabó
Christian Tabó, vollständiger Name Christian Alejandro Tabó Hornos, (* 23. November 1993 in Montevideo) ist ein uruguayischer Fußballspieler.

## Karriere

### Verein
Der 1,74 Meter große Mittelfeld- bzw. Offensivakteur Tabó steht mindestens seit der Spielzeit 2011/12 im Kader des uruguayischen Erstligisten Racing Club de Montevideo. In jener Saison bestritt er zwei Partien (kein Tor) in der Primera División. In den nachfolgenden beiden Spielzeiten 2012/13 und 2013/14 lief er in 22 bzw. 26 Erstligaspielen auf und erzielte jeweils zwei Treffer. In der Apertura 2014 wurde er 15-mal (ein Tor) in der höchsten uruguayischen Spielklasse eingesetzt. Ende Januar 2015 wechselte er auf Leihbasis zu Nacional Montevideo. In der Clausura 2015 absolvierte er dort acht Ligaspiele (kein Tor) und wurde mit den „Bolsos“ Uruguayischer Meister. Zudem lief er einmal (kein Tor) in der Copa Libertadores 2015 auf. Ende Juni 2015 schloss er sich der von seinem Landsmann Gustavo Matosas trainierten Mannschaft des mexikanischen Vereins Atlas Guadalajara an. Er bestritt – jeweils ohne persönlichen Torerfolg – elf Erstligaspiele und fünf Begegnungen der Copa México. Im Januar 2016 wurde er erneut leihweise von Nacional Montevideo unter Vertrag genommen. In der Clausura 2016 wurde er in zwölf Erstligapartien (ein Tor) und sieben Spielen (kein Tor) der Copa Libertadores 2016 eingesetzt. Anfang Juli 2016 kehrte er zu Atlas Guadalajara zurück und bestritt bislang (Stand: 24. September 2016) fünf Ligaspiele (kein Tor).

### Erfolge
- Uruguayischer Meister: 2014/15